# Lovad vare Herren
Lovad vare Herren är en lovsång av Haquin Spegel i elva verser, ursprungligen med tilläggstitel "De tre mäns lovsång i elden" och grundad på en apokryfisk skrift med samma namn. (Se även profeten Daniels bok). Psalmen bearbetades till blott fem verser av Johan Olof Wallin 1811 och 1816 för 1819 års psalmbok och av Karl-Gustaf Hildebrand 1979 för Den svenska psalmboken 1986.
Psalmen inleds 1695 med orden:
Lofwad ware HErren Wåra fäders Gudh!
Båder när och fierran
Höres thetta liud
Melodin (2/2, F-dur) är troligen svensk, känd från 1697 års koralbok. Den användes en tid även till psalmen Gud, vår lösta tunga som skrevs för melodin till "Lovad vare Herren".

## Publicerad som
- Nr 303 i 1695 års psalmbok under rubriken "Lof- och Tacksäijelse Psalmer".
- Nr 270 i 1819 års psalmbok under rubriken "Kristligt sinne och förhållande - I allmänhet: Förhållandet till Gud: Guds lov".
- Nr 10 i 1937 års psalmbok under rubriken "Guds lov".
- Nr 327 i Den svenska psalmboken 1986 under rubriken "Lovsång och tillbedjan".
- Nr 290 i Finlandssvenska psalmboken 1986 under rubriken "Glädje och tacksamhet".